# Imperator Nikolaj I (1860)
L'Imperator Nikolaj I era un vascello di prima classe a tre ponti da 111 cannoni della Marina imperiale russa, costruito tra gli anni cinquanta e anni sessanta del XIX secolo, e rimasta in servizio come nave scuola d'artiglieria fino al 1872.

## Storia
Il progetto del vascello di primo rango Imperator Nikolaj I si basava su quello della nave di linea britannica di prima classe Duke of Wellington. La nave era lunga 71,2 m tra le perpendicolari, larga 17,8 m, alta dalla chiglia al trincarino 17,4 m, e aveva un pescaggio massimo di 7,9 m. Il vascello dislocava 5.426 tonnellate lunghe (5.513 t) e misurava 3.469 tonnellate metriche (bm). Era equipaggiato con 6 caldaie  e una macchina a vapore di importazione britannica Humphrys e Tennant erogante la potenza da 600 vapore che azionava un singolo albero dell'elica. Inizialmente classificata come nave di linea da 124 cannoni, l'Imperator Nikolai I fu riclassificato durante la costruzione come nave di linea da 111 cannoni. 
Tutti i suoi cannoni erano ad anima liscia, e l'armamento consisteva in un cannone da 60 libbre su un supporto girevole , venti cannoni da 60 libbre, 32 cannoni lunghi e 26 corti da 36 libbre e trenta carronate da 36 libbre.
La costruzione del vascello fu effettuata dal costruttore navale sottotenente K. G. Mikhailov, sotto la supervisione del colonnello del corpo degli ingegneri navali S. I. Chernyavsky.
La nave fu impostata presso il cantiere navale del Nuovo Ammiragliato a San Pietroburgo con il nome di Imperator Aleksandr I, ma le fu cambiato nome il 28 luglio 1855. Il varo avvenne il 30 maggio 1860, alla presenza dell'ammiraglio Konstantin Nikolaevič Romanov e dello zar Alessandro II che si trovava imbarcato sullo yacht imperiale Alexandria.  Il costo della nave prima del varo aveva raggiunto la cifra di di 800.000 rubli d'argento. 
L'unità condusse la prove in mare a vela e fu poi trasferita a Kronštadt per il completamento. Immessa in un bacino galleggiante in legno di fabbricazione statunitense, l'unità ricevette l'apparato motore e l'armamento. Il 13 giugno 1861 il, vascello prese nuovamente il mare, e nel mese di ottobre eseguì le prove dell'apparato motore raggiungendo, sul miglio misurato oltre il Faro di Tolbuchin la velocità di 10 nodi. Tra il 1862 e il 1863 la nave fu presa in considerazione per la conversione in nave corazzata, ma la cosa fu lasciata cadere.
Entrato in servizio nella flotta del Baltico, il vascello Imperator Nikolaj I servì come nave scuola d'artiglieria dal 1862 al 1866, eseguendo ogni anno una crociera addestrativa nel mar Baltico. Il 14 luglio 1862 il vascello fu ufficialmente ispezionato dallo zar Alessandro II, e poi servì anche come nave trasporto truppe nel 1863-1864 al comando del capitano di 2° rango Fedor Gedeonovič Staal. Dopo il 1866 il vascello rimase sempre all'ancora nel porto di Kronštadt e non prese più il mare. L'11 giugno 1873 prese parte alla celebrazione del 200° anniversario della nascita dello zar Pietro il Grande Pietro I, avvenuta nel porto militare di Kronštadt. Il vascello fu radiato il 7 febbraio 1874, e successivamente demolito.